# Bahrain World Trade Center
Das Bahrain World Trade Center, kurz BWTC, ist ein Gebäude in Bahrains Hauptstadt Manama. Es besteht aus zwei Haupttürmen, die mittels drei Querstreben miteinander verbunden sind. Jedes der beiden segelförmigen Gebäude erreicht eine Höhe von 240 Metern bei 50 Stockwerken (davon 34 für Büros). Unter dem Gebäude befindet sich eine Einkaufshalle. Eine Besonderheit des Wolkenkratzers sind drei an den Querstreben montierte Windkraftanlagen, damit ist das Bahrain WTC weltweit das erste Hochhaus mit einer integrierten Windkraftanlage. Es gehört zur World Trade Centers Association. Der Bau eines weiteren, allerdings vollständig energieautarken Wolkenkratzers im Bahrain – dem 322 Meter hohen Burj al-Taqa – ist geplant.

## Lage
Das aus zwei mittels dreier nicht begehbarer Brücken verbundenen Türmen bestehende Gebäude liegt nahe dem Persischen Golf. Es ist nach dem Bahrain Financial Harbour (260 Meter, 54 Stockwerke) das zweithöchste Gebäude Bahrains. Es steht nach offiziellen Angaben 15 Fahrminuten vom Bahrain International Airport entfernt.

## Bau und Geschichte
Die Bauarbeiten am Bahrain World Trade Center begannen im August 2004 nach drei Jahren Planung. Nach sechs Monaten standen bereits die ersten fünf Stockwerke, nach zwei Jahren Bauzeit wurde die endgültige Höhe von 240 Metern erreicht. Danach wurde die dritte Querverstrebung hochgezogen und montiert. Nach dieser Aktion wurden die Generatoren an den Querverstrebungen angebracht, anschließend wurden Rotoren am Boden zusammengebaut, nach oben befördert und ebenfalls montiert. Am 19. März 2007 wurde die erste, unterste Windturbine installiert, anschließend die mittlere und die oberste. Danach konnte der Kran zur Hebung der Windkraftanlagen und Querverstrebungen, der zwischen den zwei Gebäudehälften angebracht war, wieder abgebaut werden. Am 11. September 2007 wurden alle 50 Stockwerke fertiggestellt. Seit dem 8. August 2008 liefert die erste, unterste Windturbine Strom, die mittlere folgte einen Monat später, die oberste einen weiteren später.
Die National Commercial Bank of Saudi Arabia gab im Juli 2006 bekannt, dass sie ihre Hauptniederlassung in das Bahrain World Trade Center verlegen will.

## Gebäude und integrierte Windkraftanlagen

### Technische Daten der Windkraftanlage
Eine Besonderheit sind drei in das Gebäude integrierte Windturbinen. Zwischen 11 und 15 Prozent des anfallenden Energiebedarfs sollen so durch Windenergie gedeckt werden. Insgesamt liefern die 3 Windkraftanlagen im Jahr ca. 1,1–1,3 GWh elektrischer Energie. Die an drei Querstreben zwischen den Türmen angebrachten Windräder haben jeweils einen Rotordurchmesser von 29 Metern. Sie stellen damit die weltweit erste gebäudeintegrierte Windturbinenenergieanlage dar. Dem Durchmesser wirken die 34 Meter Abstand zwischen den beiden Türmen entgegen. Während an der Front des Gebäudekomplexes der Abstand zwischen den zwei Wolkenkratzern noch 126 Meter beträgt, misst er am Ende der Gebäude nur noch 33 Meter. Bei voller Auslastung erreichen die aus Dänemark stammenden Rotoren eine Drehzahl von 38 Umdrehungen in der Minute. Jede Anlage wiegt 11 Tonnen, wobei 6,5 Tonnen auf den Generator entfallen. Die oberste Windkraftanlage befindet sich in einer Höhe von 133 Metern.

### Aerodynamik und Effizienz der Windkraftanlagen
Kritiker weisen jedoch darauf hin, dass die starr stehenden Propeller auch gegen Wirbel, Auf- und Abwinde ankommen müssen und sich nicht in die Windrichtung drehen können, wodurch die Stromausbeute geringer als geplant wäre. Doch dem hat man versucht entgegenzuwirken. Das Doppelgebäude soll dabei wie ein Windkonzentrator wirken. Dabei spielt die Form und Anordnung der beiden Türme eine Rolle. Ihre Grundflächen sind oval, darüber hinaus stehen die beiden Gebäudehälften nicht parallel, sondern sind trichterförmig angeordnet, so dass der Abstand zwischen den zwei Gebäudehälften zwischen 126 Metern und 33 Metern variiert. Am Ende dieses „Trichters“ sind die drei Brücken mit den Windturbinen angebracht. Die ovale Form, die dem Profil von Flugzeugtragflächen nachempfunden ist, und die trichterförmige Anordnung der Türme sorgen dafür, dass auch Wind von der Seite möglichst im rechten Winkel auf die Windräder trifft. Inzwischen haben Ingenieure durch Computersimulationen und Tests in Windkanälen nachgewiesen, dass durch die spezielle segelartige Form der voneinander getrennten Türme der Wind auch aus einem Winkel von 75 Grad kommen könnte, damit sich die Windkraftanlagen drehen.
Da in großer Höhe die Windgeschwindigkeiten höher sind und somit die obersten Turbinen schneller anfällig für Schäden wären, verjüngt sich das Gebäude nach oben, so dass der Wind oben weniger auf die Windräder konzentriert wird als im unteren Bereich.

### Sicherheit
Da sich drehende Teile an einem Gebäude nicht unbedingt die Sicherheit dessen unterstützen, wurden auch hier besondere Maßnahmen getroffen, so dass das Gebäude auch Windgeschwindigkeiten mit bis zu 250 km/h ohne Schäden übersteht. Die drehbaren Spitzen jedes Rotorblattes sorgen dafür, dass bei einem solchen die Windräder nicht zu einer Gefahr werden. Bei zu hohen Windgeschwindigkeiten können sie so gekippt werden, dass sie dem Wind möglichst wenig Widerstandsfläche bieten. Falls sich einmal ein Rotorblatt von der Windkraftanlage trennen sollte, halten es Stahlseile, die im Inneren der Windräder angebracht sind, davon ab, einen der beiden Bürotürme oder das unter den Windkraftanlagen liegende Einkaufszentrum zu gefährden.
Damit die Rotoren nicht die restliche Anlage beschädigen sind sie normalerweise auf einem Turm mit einer Gondel angebracht und die Rotorblätter stehen nicht parallel zu dem Turm, sondern sind um fünf Grad gekippt, so dass ein größerer Abstand zwischen Rotorblattspitze und Turm erzielt werden kann.
Beim Bahrain World Trade Center kann diese Technik nicht eingesetzt werden, da von der Turbine zwei Verstrebungen ausgehen. Daher entschied man sich für eine positive Pfeilung der Querverstrebungen. Am Spitzen Ende des „V“s sind dann die Windkraftanlagen angebracht, so dass zwischen Rotorblattspitze und Querverstrebung ein Abstand von 1,7 Metern erzielt wurde.
Ein weiteres Problem ist, dass die Gebäude bei hohen Windgeschwindigkeiten schwanken. Feste Verbindungen zwischen den zwei Türmen könnten dann zu Verspannungen führen. Um das zu verhindern, entschied man sich, die Querverstrebungen nur an einer Seite fest zu montieren, auf der anderen Seite ist sie nur auf Stahlrollen – also beweglich – am anderen Gebäude befestigt.

### Weiteres
Das Gebäude soll jedoch nicht nur durch die Windkraftanlagen klimafreundlicher sein. Es besitzt auch doppelverglaste Fenster, die bis zu 85 Prozent der von außen kommenden Wärmestrahlen reflektieren und so die Klimaanlagen weniger beanspruchen. Die Beleuchtung und die Klimaanlage sollen darüber hinaus besonders effizient sein.

## Film
- Der Power Tower in Bahrain Dokumentation, 46 Min., Produktion: N24, Erstsendung: 8. Juli 2009, Inhaltsangabe (Memento vom 15. Dezember 2009 im Internet Archive) und Videostream (Memento vom 19. März 2011 im Internet Archive) von N24